# Cour royale (Versailles)
Pour les articles homonymes, voir Cour royale.
La cour royale est une cour du château de Versailles, en France.

## Localisation
La cour royale est située devant le château de Versailles, dans un alignement de 3 cours, avant la cour de Marbre et derrière la cour d'Honneur dont elle est séparée par la grille royale. Elle est encadrée au nord par l'aile Gabriel et au sud par le pavillon Dufour.

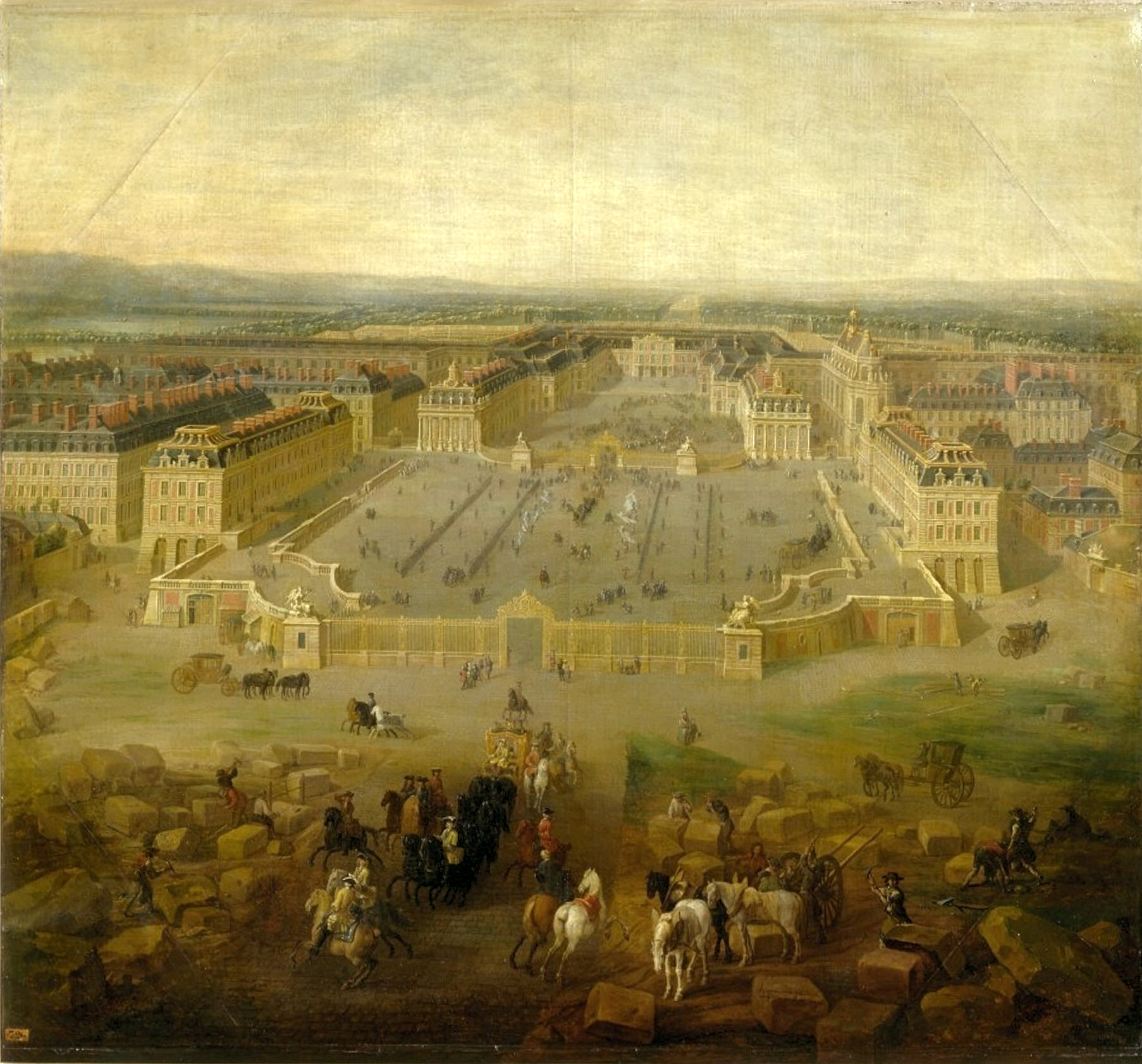
Vue des trois cours (d'honneur, royale et de marbre), vers 1722, avant les travaux de Gabriel.
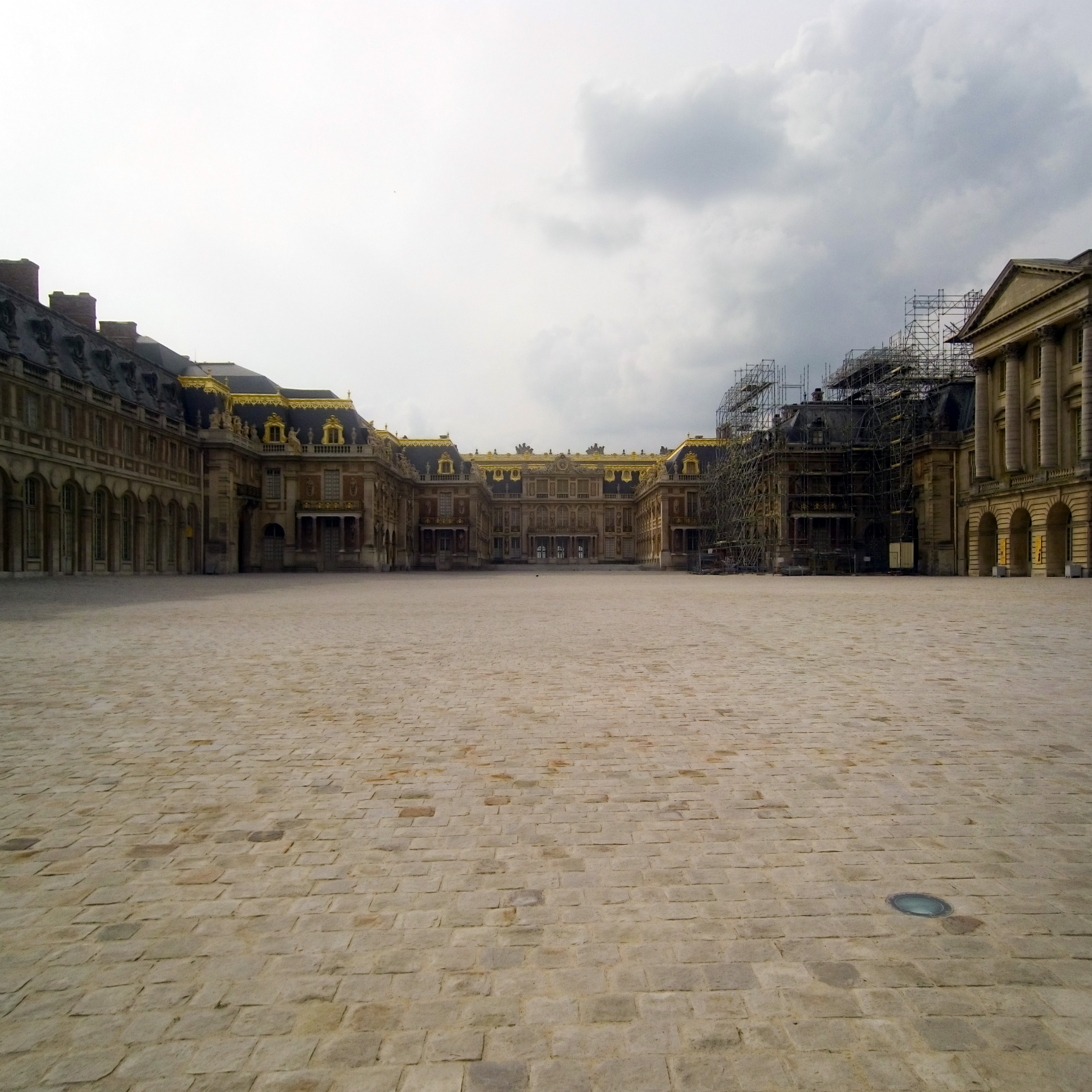
La cour royale. Dans le dernier renfoncement au fond se trouve la cour de Marbre.
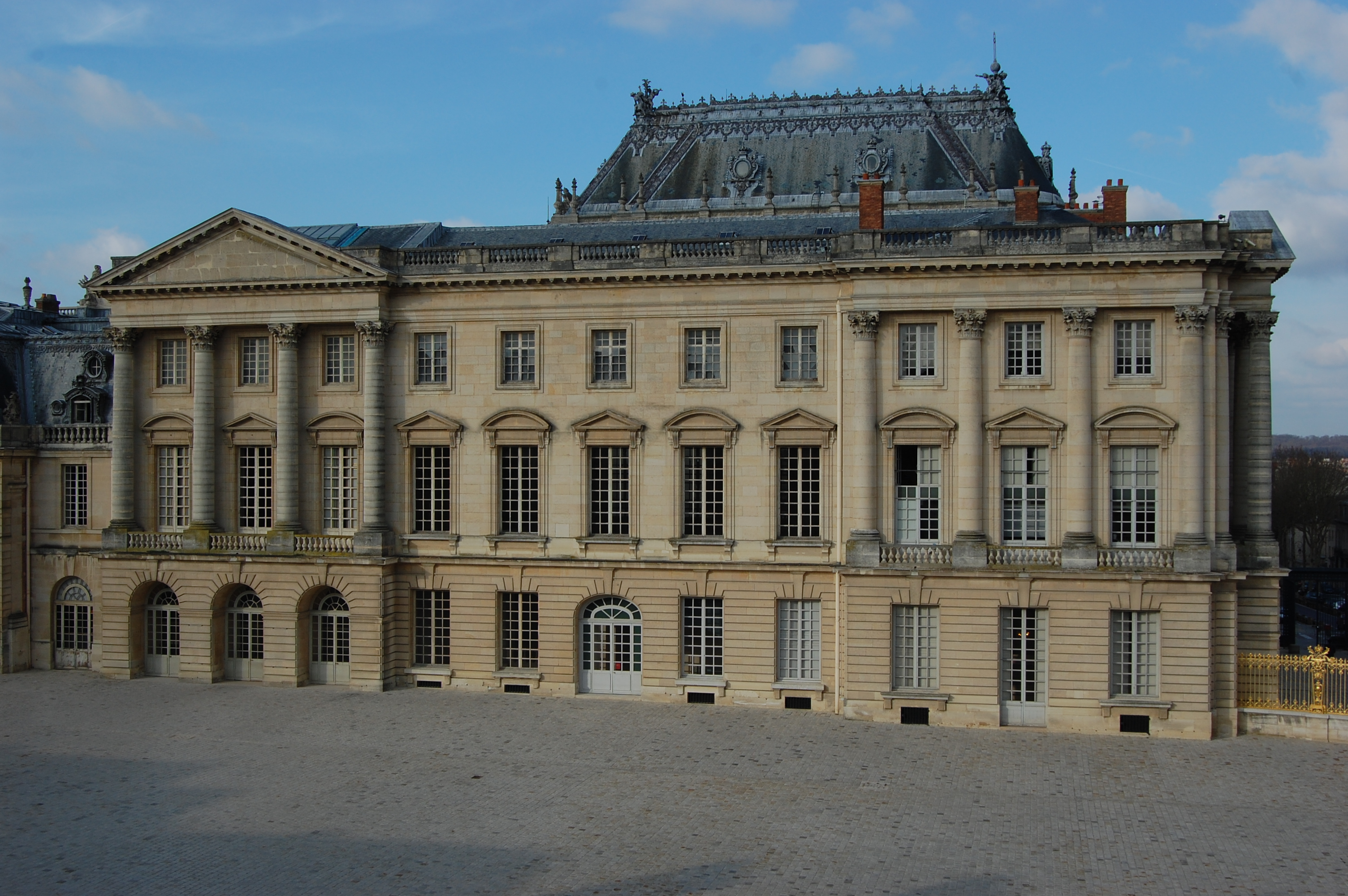
La cour royale vue depuis le pavillon Dufour. En face, l'aile Gabriel.